# Championnat d'Italie de football de deuxième division 1936-1937
Navigation
Édition précédente Édition suivante
La saison 1936-1937 de Serie B est la 8e édition du championnat d'Italie de football de deuxième division. 
Le championnat se dispute avec une poule unique. Les deux premiers sont promus en Serie A.
Cette saison le championnat passe à 16 équipes, il y aura 4 clubs relégués en fin de saison.
À l'issue de la saison, Livourne termine à la première place, l'Atalanta Bergame termine à la deuxième place, les deux clubs sont promus en Serie A 1937-1938 (1re division).

## Classement
| Rang | Équipe                   | Pts  | J  | G  | N  | P  | Bp | Bc | Diff |
| ---- | ------------------------ | ---- | -- | -- | -- | -- | -- | -- | ---- |
| 1    | Livourne                 | 42   | 30 | 17 | 8  | 5  | 66 | 20 | +46  |
| 2    | Atalanta                 | 39   | 30 | 14 | 11 | 5  | 48 | 25 | +23  |
| 3    | Modène FC                | 35   | 30 | 12 | 11 | 7  | 46 | 33 | +13  |
| 4    | Spezia P                 | 34   | 30 | 10 | 14 | 6  | 35 | 23 | +12  |
| 5    | Pise                     | 33   | 30 | 13 | 7  | 10 | 40 | 36 | +4   |
| 5    | Cremonese P              | 33   | 30 | 13 | 7  | 10 | 40 | 42 | -2   |
| 7    | Palerme R                | 30   | 30 | 9  | 12 | 9  | 43 | 32 | +11  |
| 7    | Brescia R                | 30   | 30 | 10 | 10 | 10 | 33 | 34 | -1   |
| 9    | Hellas Vérone            | 29   | 30 | 8  | 13 | 9  | 33 | 36 | -3   |
| 10   | Pro Verceil              | 28   | 30 | 9  | 10 | 11 | 40 | 45 | -5   |
| 10   | Messine                  | 28   | 30 | 11 | 6  | 13 | 39 | 52 | -13  |
| 10   | VeniseP                  | 28   | 30 | 9  | 10 | 11 | 35 | 35 | 0    |
| 10   | Calcio Catane            | 28   | 30 | 9  | 10 | 11 | 35 | 42 | -7   |
| 14   | Aquila                   | 24   | 30 | 8  | 8  | 14 | 36 | 51 | -15  |
| 14   | Catanzarese P            | 24   | 30 | 8  | 8  | 14 | 32 | 56 | -24  |
| 16   | Vezio Parducci Viareggio | 14-1 | 30 | 5  | 5  | 20 | 21 | 60 | -39  |

|  | Promu en Serie A                                       |
|  | Relégation en Prima Divisione 1937-1938 (1re division) |

Note:
 Victoire à 2 points
- Quatre clubs étant à la 10e place, un mini-championnat est organisé entre Pro Verceil, Messine, Venise et Calcio Catane. Catane termine à la dernière place et est relégué en troisième division.

## Incident ferroviaire de Contigliano
Le 3 octobre 1936, un accident ferroviaire survient non loin de Rieti, l'équipe de l'Aquila se trouve à bord pour se rendre à Vérone. L'entraîneur de l'équipe, Attilio Buratti (it), trouve la mort et toute l'équipe subie des blessures. Elle terminera le championnat avec un effectif de jeunes et ne pourra se maintenir en Serie B.